# WWE-pay-per-viewevenementen 1996
De WWE-pay-per-viewevenementen in 1996 bestond uit professioneel worstelevenementen, die door de WWE werden georganiseerd in het kalenderjaar 1996.
In 1996 introduceerde de organisator, toen de World Wrestling Federation (WWF) genaamd, geen nieuwe evenementen.

## WWE-pay-per-viewevenementen in 1996
| Datum             | Evenement                                     | Locatie                    | Stad                      |
| ----------------- | --------------------------------------------- | -------------------------- | ------------------------- |
| 21 januari 1996   | Royal Rumble                                  | Selland Arena              | Fresno                    |
| 18 februari 1996  | In Your House 6                               | Louisville Gardens         | Louisville (Kentucky)     |
| 31 maart 1996     | WrestleMania XII                              | Arrowhead Pond             | Anaheim                   |
| 28 april 1996     | In Your House 7: Good Friends, Better Enemies | Omaha Civic Auditorium     | Omaha (Nebraska)          |
| 26 mei 1996       | In Your House 8: Beware of Dog                | Florence Civic Center      | Florence (South Carolina) |
| 28 mei 1996       | In Your House 8: Beware of Dog                | North Charleston Coliseum  | North Charleston          |
| 23 juni 1996      | King of the Ring                              | MECCA Arena                | Milwaukee                 |
| 21 juli 1996      | In Your House 9: International Incident       | General Motors Place       | Vancouver                 |
| 18 augustus 1996  | SummerSlam                                    | Gund Arena                 | Cleveland                 |
| 22 september 1996 | In Your House 10: Mind Games                  | CoreStates Center          | Philadelphia              |
| 20 oktober 1996   | In Your House 11: Buried Alive                | Market Square Arena        | Indianapolis              |
| 17 november 1996  | Survivor Series                               | Madison Square Garden      | New York                  |
| 15 december 1996  | In Your House 12: It's Time                   | West Palm Beach Auditorium | West Palm Beach           |